# ماري كوك برانش مونفورد
ماري كوك برانش مونفورد (15 سبتمبر 1865 - 3 يوليو 1938) ناشطة من فرجينيا في مجال حقوق المرأة والحقوق المدنية وحق تصويت المرأة والتعليم.

## حياتها
ماري كوك برانش مونفورد من مواليد ريتشموند في فيرجينيا، وهي الابنة الصغرى لجيمس ريد برانش ومارثا لويز باتيسون برانش. كانت عائلتها، ذات الأصل الإنجليزي، بارزة في الشؤون المحلية، إذ عمل جدها توماس برانش في الكونغرس الكونفدرالي، وكانت عمة كل من الكاتب جيمس برانش كابيل والواعظ الأسقفي والتر راسل باوي.
توفي والدها غرقًا بعد ثلاث سنوات من ولادتها في انهيار جسر في طريقه إلى تجمع جمهوري. نشأت ماري كوك في عائلة ثرية، لكنها اهتمت منذ صغرها بقضايا الرعاية الاجتماعية، وهو شغف ازداد بعد زواجها في 22 نوفمبر 1893 من بيفرلي بلاند مونفورد، المحامي الذي كان نشطًا أيضًا في القضايا الاجتماعية. أنجبا الزوجان طفلين، ماري سافورد في عام 1895، وبيفرلي بلاند في عام 1899. في تسعينيات القرن التاسع عشر، أسست ماري كوك نادي ساترداي أفترنون الذي اجتذبت اجتماعاته الأسبوعية نساء الطبقات العليا في مجتمع ريتشموند. تراجعت حماسة ماري كوك تجاه اجتماعات النادي بمجرد ملاحظتها انصباب اهتمام النساء الحاضرات على مناقشة مواضيع الرقيّ بدلًا من مشاكل الحياة المدنية.

### الإصلاح التعليمي
كان الإصلاح التعليمي مجالًا ذا أهمية خاصة لمونفورد، وهو المجال الذي ركزت عليه كثيرًا طوال حياتها. شغلت ماري كوك مناصب قيادية مختلفة في جمعية التعليم التعاوني في فيرجينيا التي تأسست عام 1903، وكانت واحدة من خمس نساء شاركن في تأسيس جمعية ريتشموند للتعليم التي انطلقت أعمالها عام 1901. روجت مونفورد للتعليم العام الذي لم يحظ في ذلك الوقت إلا بقدر ضئيل من الاهتمام والتمويل في معظم أنحاء ولاية فرجينيا. كانت مجموعة ريتشموند فرعًا من منظمة وطنية، وركزت بشكل أساسي على المناطق الريفية من الولاية. اعتاد الأعضاء في مؤتمراتها السنوية الذهاب في جولة في المؤسسات التعليمية الأمريكية الأفريقية في جنوب الولايات المتحدة، مثل معهد هامبتون.
تلقت مونفورد تعليمها في كل من ريتشموند ونيويورك، لكنها أعربت عن أسفها لعدم السماح لها بالالتحاق بالجامعة رغم رغبتها بذلك، لذا عملت على تحسين فرص وصول المرأة إلى التعليم العالي. حاولت مونفورد، من خلال رابطة الكليات المنسقة، تأسيس كلية تنسيقية مخصصة لتعليم النساء البيض في جامعة فيرجينيا. قُدم التشريع في الجمعية العمومية لفيرجينيا، لكنه أُلغي بعد مواجهته لمعارضة شرسة قادها خريجو الجامعة بشكل رئيسي، وفشل التصويت بفارق صوتين في جمعية فيرجينيا العامة في عام 1916. خُلدت جهود ماري كوك بلوحة تذكارية في الكلية. في عام 1926، أصبحت مونفورد عضوًأ في مجلس زوار الجامعة، وكانت المرأة الثالثة التي تُمنح هذه الصفة، وقد عُمّد مبنىً في الحرم الجامعي تخليدًا لذكراها. في عام 1918، نجحت مونفورد في إقناع إدارة كلية ويليام وماري بفتح أبوابها للنساء، وفي مارس 1920 أصبحت أول امرأة تعمل في مجلس زوار تلك الكلية. انضمت في نفس العام إلى مجلس إدارة كلية ريتشموند، لتصبح أول امرأة تمنح تلك الصفة أيضًا.
عملت مونفورد أيضًا على تحسين فرص تدريب المعلمين في الكومنولث. في عام 1931، تمكنت من إقناع مجلس إدارة مدرسة ريتشموند بعكس سياسته التمييزية ضد النساء المتزوجات اللاتي يعملن معلمات في مدارس المدينة.